# Holly Gibney
Holly Gibney è un personaggio immaginario ricorrente in più opere dello scrittore statunitense Stephen King e nelle relative trasposizioni televisive.
Presentata nella fase iniziale come una donna molto timida e introversa, succube dell'ingombrante figura materna con la quale vive, Holly appare per la prima volta come comprimaria nella trilogia di volumi Mr. Mercedes (2014), Chi perde paga (2015) e Fine turno (2016).
Col passare del tempo, il suo personaggio si è ritagliato un ruolo sempre più centrale nella recente produzione di King, diventando anche protagonista, prima nel racconto Se scorre il sangue (If It Bleeds, inserito nell'omonima raccolta del 2020) e quindi nei recenti romanzi Holly (2023) e Never Flinch - La lotteria degli innocenti (2025), svolgendo la professione di investigatrice privata.
Sul piccolo schermo, è stata interpretata da Justine Lupe nelle tre stagioni della serie televisiva Mr. Mercedes (2017-2019) e da Cynthia Erivo nella miniserie The Outsider (2020).

## Caratteristiche del personaggio

### Nel libri
King ha descritto Gibney come una persona "ossessiva compulsiva con un enorme complesso di inferiorità" che soffre di "una lieve forma di ipocondria".
Nello sviluppo narrativo, risulta evidente che tali complessi sono riconducibili al travagliato rapporto che Holly ha con la madre Charlotte. Solo con la morte di quest'ultima (nel volume Holly ambientato nel 2021 durante la pandemia di Covid-19) e in età matura (nel volume viene detto che Holly è "una cinquantacinquenne"), la detective riuscirà a staccarsi parzialmente dalla presenza della madre nella propria vita, anche se quest'ultima continua a tormentarla nei suoi sogni.
Al di là di questo, Holly è stata comunque descritta fin da subito da King come una persona "molto attenta [...] inconsapevole della propria innocenza".
All'inizio, le abilità di Holly vengono notate solo dall'anziano detective Bill Hodges, durante le indagini sugli omicidi compiuti da Mr. Mercedes. Il detective e Holly si incontrano per la prima volta quasi casualmente: Holly è infatti la cugina di Janelle, la sorella della donna a cui il killer Brady Hartsfield ruba la Mercedes per compiere la strage iniziale del libro.
Dotata di una straordinaria memoria e di una capacità di osservazione fuori dal comune, Holly viene presa sotto l'ala protettiva di Bill che diventa il suo mentore e la prende con sé nella sua attività di investigatore privato (l'agenzia Finders Keepers che in seguito Holly erediterà), all'inizio sfruttando le sue abilità informatiche. Qui Holly impara le basi della professione di detective e riesce a sfruttare le sue abilità naturali, un tempo solo latenti.
In più occasioni King ha ammesso senza mezzi termini di adorare questo personaggio: "Adoro Holly, e vorrei che fosse una persona reale. [...] È semplicemente entrata nel primo libro in cui si trovava, Mr. Mercedes, e più o meno ha rubato il libro, e mi ha rubato il cuore" e di "essere pazzo di lei".

### Nelle versioni televisive
Il personaggio di Holly Gibney ricalca più o meno fedelmente le caratteristiche presenti nei libri, per quel che riguarda le 3 stagioni della serie televisiva Mr. Mercedes (2017-2019).
Tuttavia è evidente un cambiamento notevole nella miniserie The Outsider (2020). 
Richard Price, sceneggiatore e showrunner dell'adattamento della miniserie, ha rielaborato il personaggio in modo consistente, senza mantenere nessuna continuità con la serie TV di Mr. Mercedes o i romanzi di King (Price ha ammesso di non aver guardato la serie né letto i romanzi, chiedendo a Stephen King di poter rinominare il personaggio. King ha tuttavia insistito per mantenere il nome Holly Gibney.

## Apparizioni di Holly Gibney nei libri di Stephen King
- Mr. Mercedes, 2014 – romanzo
- Chi perde paga (Finders Keepers), 2015 – romanzo
- Fine turno (End of Watch), 2016 – romanzo
- The Outsider, 2018 – romanzo
- Se scorre il sangue (If It Bleeds), 2020 – racconto omonimo
- Holly, 2023 - romanzo
- Never Flinch - La lotteria degli innocenti, 2025 – romanzo